# Anastasiya Dmytriv
Anastasiya Dmytriv (Lviv, 7 agosto 2008) è una nuotatrice paralimpica spagnola di origini ucraine.

## Biografia
Dmytriv è nata in Ucraina e si è trasferita in Spagna con i suoi genitori all'età di due anni. Le è stata concessa la cittadinanza spagnola nel 2022.

## Carriera
Dmytriv ha fatto il suo debutto internazionale per la Spagna ai Campionati mondiali di nuoto paralimpico del 2022 e vincendo una medaglia d'oro nei 100 metri rana classe SB8, una medaglia d'argento nella staffetta mista 4×100 m - 34 punti e una medaglia di bronzo nei 200 metri misti individuali classe SM9.
Dmytriv ha rappresentato la Spagna alle Paralimpiadi estive del 2024 di Parigi dove ha vinto una medaglia d'oro nei 100 metri rana classe SB8, prima medaglia d'oro in questa competizione per la compagine spagnola, e due bronzi.

## Palmarès

### Giochi paralimpici
| Anno | Manifestazione                 | Sede   | Evento                                 | Risultato | Note  |
| ---- | ------------------------------ | ------ | -------------------------------------- | --------- | ----- |
| 2024 | XVII Giochi paralimpici estivi | Parigi | 100 metri rana classe SB8              | Oro       |       |
| 2024 | XVII Giochi paralimpici estivi | Parigi | 200 metri misti classe SB9             | Bronzo    |       |
| 2024 | XVII Giochi paralimpici estivi | Parigi | Staffetta 4x100 metri mista - 34 punti | Bronzo    | [ 6 ] |

### Mondiali
| Anno | Manifestazione               | Sede       | Evento                                 | Risultato | Note |
| ---- | ---------------------------- | ---------- | -------------------------------------- | --------- | ---- |
| 2022 | Campionati mondiali di nuoto | Madeira    | 100 metri rana classe SB8              | Oro       |      |
| 2022 | Campionati mondiali di nuoto | Madeira    | Staffetta 4x100 metri mista - 34 punti | Argento   |      |
| 2022 | Campionati mondiali di nuoto | Madeira    | 200 metri misto individuali classe SM9 | Bronzo    |      |
| 2023 | Campionati mondiali di nuoto | Manchester | 100 metri rana classe SB8              | Oro       |      |
| 2023 | Campionati mondiali di nuoto | Manchester | Staffetta 4x100 metri mista - 34 punti | Oro       |      |

### Europei
| Anno | Manifestazione              | Sede    | Evento                                 | Risultato | Note |
| ---- | --------------------------- | ------- | -------------------------------------- | --------- | ---- |
| 2024 | Campionati europei di nuoto | Madeira | 100 metri rana classe SB8              | Oro       |      |
| 2024 | Campionati europei di nuoto | Madeira | Staffetta 4x100 metri mista - 34 punti | Bronzo    |      |